# Get Lucky (canción)
«Get Lucky» —en español, «Tener suerte»— es una canción realizada por el dúo de disc jockeys franceses Daft Punk. Fue lanzado mundialmente el 19 de abril de 2013 como el primer sencillo del cuarto álbum de estudio del dúo, Random Access Memories. El tema fue compuesto por Thomas Bangalter, Guy-Manuel de Homem-Christo, Pharrell Williams y Nile Rodgers  y fue producido por Daft Punk.
En cuanto a la composición lírica, Pharrell declaró que la canción "no se trataba solo de una conquista sexual, sino también tener la suerte de encontrar la química potencial con alguien". Previamente a su lanzamiento como sencillo, «Get Lucky» fue utilizado en los anuncios de televisión difundidos en Saturday Night Live, antes de que Rodgers y Pharrell anunciaran su participación en la pista. La canción obtuvo en general una recepción positiva por parte de los críticos de música.
En 2014, la canción fue premiada en la ceremonia de entrega de los premios Grammy a la Grabación del año y mejor interpretación de pop de dúo/grupo, en la que Stevie Wonder se unió a Daft Punk, Williams y Rodgers en el escenario para interpretar la canción.

## Lista de canciones
| Descarga digital |                                                    |          |  |
| N.º              | Título                                             | Duración |  |
| 1.               | «Get Lucky (Radio Edit)» (feat. Pharrell Williams) | 4:07     |  |

| Descarga digital - Remezcla |                                                         |          |  |
| N.º                         | Título                                                  | Duración |  |
| 1.                          | «Get Lucky (Daft Punk Remix)» (feat. Pharrell Williams) | 10:24    |  |

## Posicionamiento en listas y certificaciones
Debutó en la tercera posición en el Reino Unido a solo 48 horas de lanzado el sencillo vendiendo alrededor de 50 000 copias. Posteriormente, en la semana siguiente alcanzaría la primera ubicación vendiendo 155 000 copias logrando así su primer número uno en tierras británicas. En Francia, la canción debutó en la primera posición el 24 de abril de 2013 por la venta de 38.887 copias. En solo tres días se convirtió en el sencillo digital más vendido en una semana en aquel país. Por su parte, en los Estados Unidos se ha convertido en su mejor desempeño, debutando en el # 19 del Billboard Hot 100, siendo la primera vez que una canción del dúo ingresa en los top 20 y alcanzando finalmente la segunda posición. Hasta junio de 2013, 1 030 000 descargas de la canción fueron vendidos en los Estados Unidos superando las ventas de su éxito del 2001, "One More Time". También alcanzó el número uno en su debut en Bélgica, Irlanda y Dinamarca.
| Lista (2013)                                | Mejor posición |
| ------------------------------------------- | -------------- |
| Alemania (Offizielle Deutsche Charts)       | 1              |
| Australia (ARIA)                            | 1              |
| Austria (Ö3 Austria Top 40)                 | 1              |
| Bélgica (Flandes) (Ultratop 50)             | 1              |
| Bélgica (Valonia) (Ultratop 50)             | 1              |
| Canadá (Hot 100)                            | 2              |
| Chile (Los 40)                              | 1              |
| Corea del Sur (GAON)                        | 3              |
| Dinamarca (Tracklisten)                     | 1              |
| Escocia (The Official Charts Company)       | 1              |
| Eslovaquia (Radio Top 100 Chart)            | 2              |
| España (Los 40 Principales)                 | 1              |
| España (Top 100 Canciones)                  | 1              |
| Estados Unidos (Billboard Hot 100)          | 2              |
| Estados Unidos (Alternative Airplay)        | 5              |
| Estados Unidos (Mainstream Top 40)          | 2              |
| Estados Unidos (Adult Top 40)               | 8              |
| Estados Unidos (Adult Contemporary)         | 18             |
| Estados Unidos (Hot Dance Club Songs)       | 1              |
| Estados Unidos (Hot Dance/Electronic Songs) | 1              |
| Finlandia (OFC)                             | 2              |
| Francia (SNEP)                              | 1              |
| Hungría (Dance Top 40)                      | 10             |
| Hungría (Rádiós Top 40)                     | 1              |
| Irlanda (IRMA)                              | 1              |
| Israel (Media Forest)                       | 1              |
| Italia (FIMI)                               | 1              |
| Japón (Japan Hot 100)                       | 6              |
| México (Billboard Inglés Airplay)           | 1              |
| Noruega (VG-lista)                          | 2              |
| Nueva Zelanda (Recorded Music NZ)           | 2              |
| Países Bajos (Dutch Top 40)                 | 2              |
| Reino Unido (UK Dance Chart)                | 1              |
| Reino Unido (UK Singles Chart)              | 1              |
| República Checa (Radio Top 100 Chart)       | 3              |
| Suecia (Sverigetopplistan)                  | 2              |
| Suiza (Schweizer Hitparade)                 | 1              |
| Venezuela (Record Report)                   | 1              |

| País           | Lista (2013)            | Posición | Ref.   |
| -------------- | ----------------------- | -------- | ------ |
| Australia      | ARIA                    | 7        | [ 49 ] |
| Canadá         | Canadian Hot 100        | 6        | [ 50 ] |
| España         | PROMUSICAE              | 2        | [ 51 ] |
| Estados Unidos | Billboard Hot 100       | 14       | [ 52 ] |
| Francia        | SNEP                    | 1        | [ 53 ] |
| Israel         | Media Forest            | 1        | [ 54 ] |
| Italia         | FIMI Charts             | 1        | [ 55 ] |
| Nueva Zelanda  | Recorded Music NZ       | 9        | [ 56 ] |
| Países Bajos   | Mega Single Top 100     | 3        | [ 57 ] |
| Reino Unido    | Official Charts Company | 2        | [ 58 ] |

| País           | Organismo certificador | Certificación  | Ventas    | Ref.   |
| -------------- | ---------------------- | -------------- | --------- | ------ |
| Alemania       | BVMI                   | 3× Oro         | 450 000   | [ 59 ] |
| Australia      | ARIA                   | 5× Platino     | 350 000   | [ 60 ] |
| Austria        | IFPI Austria           | Platino        | 30 000    | [ 61 ] |
| Bélgica        | BEA                    | 2× Platino     | 60 000    | [ 62 ] |
| Canadá         | Music Canada           | 4× Platino     | 320 000   | [ 63 ] |
| Dinamarca      | IFPI Dinamarca         | 4× Platino     | 120 000   | [ 64 ] |
| España         | PROMUSICAE             | Platino        | 20 000    | [ 65 ] |
| Estados Unidos | RIAA                   | 8× Platino     | 8 000     | [ 66 ] |
| Italia         | FIMI                   | 4× Platino     | 120 000   | [ 67 ] |
| México         | AMPROFON               | 2× Platino+Oro | 150 000   | [ 68 ] |
| Nueva Zelanda  | RIANZ                  | 2× Platino     | 30 000    | [ 69 ] |
| Reino Unido    | BPI                    | 2× Platino     | 1 200 000 | [ 70 ] |
| Suecia         | IFPI Suecia            | 2× Platino     | 80 000    | [ 71 ] |
| Suiza          | IFPI Suiza             | 2× Platino     | 60 000    | [ 72 ] |

## Sucesión en listas
| Predecesor: «J'me Tire» de Maitre Gims                    | French Singles Chart — Sencillo número uno 24 de abril de 2013 — 3 de junio de 2013                                              | Sucesor: «Blurred Lines» de Robin Thicke con T.I. & Pharrell                         |
| Anterior: «Pompeii» de Bastille                           | Irish Singles Chart — Sencillo número uno 25 de abril de 2013 — 16 de mayo de 2013                                               | Siguiente: «Blurred Lines» de Robin Thicke con T.I. & Pharrell                       |
| Anterior: «Let Her Go» de Passenger                       | Tracklisten — Sencillo número uno 26 de abril de 2013 — 24 de mayo de 2013                                                       | Siguiente: «Only Teardrops» de Emmelie de Forest                                     |
| Anterior: «Waiting All Night» de Rudimental con Ella Eyre | UK Singles Chart — Sencillo número uno 27 de abril de 2013 — 1 de junio de 2013                                                  | Siguiente: «La La La» de Naughty Boy con Sam Smith                                   |
| Anterior: «Just Give Me a Reason» de P!nk con Nate Ruess  | FIMI — Sencillo número uno 2 de mayo de 2013 — 17 de junio de 2013                                                               | Siguiente: «La La La» de Naughty Boy con Sam Smith                                   |
| Anterior: «Let Her Go» de Passenger                       | ARIA Chart — Sencillo número uno 6 de mayo de 2013 — 13 de mayo de 2013                                                          | Siguiente: «Blurred Lines» de Robin Thicke con T.I. & Pharrell                       |
| Anterior: «Quién» de Pablo Alborán «Cero» de Dani Martín  | Lista musical de España — Sencillo número uno 19 de mayo de 2013 — 8 de junio de 2013 21 de julio de 2013 — 10 de agosto de 2013 | Siguiente: «Cero» de Dani Martín «Blurred Lines» de Robin Thicke con T.I. & Pharrell |
| Anterior: «Let There Be Love» de Christina Aguilera       | Hot Dance Club Songs — Sencillo número uno 8 de junio de 2013 — 12 de agosto de 2013                                             | Siguiente: «Applause» de Lady Gaga                                                   |